# Centre pénitentiaire de Bordeaux-Gradignan
Ne doit pas être confondu avec Centre pénitentiaire de Draguignan, Maison d'arrêt de Draguignan ou Prison de Bordeaux.
Le centre pénitentiaire de Bordeaux-Gradignan, encore appelé la maison d'arrêt de Gradignan, est un établissement pénitentiaire français situé à Gradignan, en banlieue de Bordeaux (Gironde). Ouvert en 1967, il comprend une maison d'arrêt pour hommes, femmes et mineurs, ainsi qu'une structure d'accompagnement vers la sortie. L'unité hospitalière sécurisée interrégionale implantée au sein de l'hôpital Pellegrin ainsi que l'unité hospitalière spécialement aménagée de l'hôpital de Cadillac lui sont rattachées. 
L'établissement connaît depuis le début des années 2000 une surpopulation importante qui, conjuguée à l'état de vétusté avancé des bâtiments, a conduit le ministère de la Justice à envisager sa reconstruction. Débutée en 2021, celle-ci doit s'achever à l'horizon 2026-2027.

## Description
Construit en 1967 sur un terrain de six hectares, l'établissement de Bordeaux-Gradignan est conçu comme une maison d'arrêt d'une capacité de 407 places. En 2023, elle se compose d'un bâtiment principal de six étages et de bâtiments annexes qui regroupent :
- Deux quartiers maison d'arrêt pour hommes majeurs ;
- Un quartier maison d'arrêt pour femmes majeures ;
- Un quartier pour mineurs ;
- Un quartier de semi-liberté ;
- Un quartier pour peines aménagées.

Outre l'unité sanitaire en milieu pénitentiaire (USMP) rattachée au centre hospitalier universitaire de Bordeaux, le centre pénitentiaire accueille un service médico-psychologique régional (SMPR) où interviennent des praticiens du centre hospitalier Charles Perrens. 
L'établissement dispose de 650 m2 d'ateliers dédiés au travail volontaire des personnes détenues géré par l'Agence du travail d'intérêt général et de l'insertion professionnelle des personnes placées sous main de justice (ATIGIP).
L'unité hospitalière sécurisée interrégionale (UHSI) implantée au sein de l'hôpital Pellegrin du centre hospitalier universitaire de Bordeaux, d'une capacité de 16 places, est rattachée au centre pénitentiaire de Bordeaux-Gradignan. Il en va de même de l'unité hospitalière spécialement aménagée (UHSA) de Cadillac, spécialisée dans la prise en charge de patients détenus en soins psychiatriques. 
L'établissement est situé dans le ressort de la direction interrégionale des services pénitentiaires de Bordeaux et, en ce qui concerne l'organisation judiciaire, dans le ressort de la cour d'appel de Bordeaux et du tribunal judiciaire de Bordeaux.

## Difficultés

### Surpopulation
Comme de nombreuses maisons d'arrêt françaises, celle de Gradignan connait depuis le début des années 2000 une constante augmentation de son nombre de détenus. En 2002, alors qu'on en recense 619, le directeur Yvan Laurens déclare alors "C'est une situation digne de Zola au XXIe siècle, aux portes de Bordeaux". En 2008, il y jusqu'à 890 détenus au mois de mai, le taux d'occupation atteint 220%, le personnel dénonce le manque de moyens de la prison et ses conséquences,.
En mai 2023, toujours du fait de la surpopulation carcérale qui atteint 206,6 % durant cette période, l'établissement suspend toute nouvelle admission dans le cadre du dispositif « stop écrou ». Cette situation provoque également plusieurs incidents tels que le saccage d'une cellule.
En 2024, malgré l'inauguration en mai d'un nouveau bâtiment, 893 détenus étaient écroués pour une capacité de 539 places, soit une densité de 165,7 %.

### Suicides
Le 16 décembre 2008, la prison enregistre son 3e suicide de l'année. De 1996 à 2008, 34 suicides ont été dénombrés. La maison d'arrêt figure dans la liste des 20 prisons françaises ayant enregistré le plus grand nombre de suicides sur cette période.

### Meurtre
Le 16 mars 2001, Michel Lestage, qui effectuait son dernier jour de détention, est égorgé par son codétenu. En juillet, l'inspection générale des services judiciaires préconise une sanction disciplinaire contre une partie du personnel. L'affectation du codétenu n'avait pas été étudiée alors qu'il présentait de graves troubles psychiatriques. Ce meurtre relancera le débat sur les malades mentaux en prison.

### Viol
En juillet 2009, l'État français est condamné par le tribunal administratif de Bordeaux à verser 8 000 € à un prisonnier violé par son codétenu en janvier 2005. L'organisation et le fonctionnement du service de surveillance de la prison de Gradignan sont mis en cause.

### Personnel agressé
Fin août 2024, la presse note la troisième agression de surveillants en une semaine dans le centre pénitentiaire

## Détenus notables
- Jacques Hyver, incarcéré en 1981 à la suite du rapt de l'industriel Michel Maury-Laribière ;
- Ljubomir Barin, agent croate de football, incarcéré en 1995[14] ;
- François Besse est incarcéré à Gradignan en 1971 où il doit purger une peine de sept ans de prison. Il s'évade le 9 mai de la même année. Réincarcéré en 1973, il s'évade à nouveau le 7 août 1974[15].
- Lionel Cardon, incarcéré en 1986, condamné pour le meurtre d'un couple de médecins à Pessac et d'un policier dans le bois de Boulogne ;
- Charles Pieri et Félix Tomasi, nationalistes corses, en 1988 ;
- Claude Bez, ancien président des Girondins de Bordeaux[16] ;
- Didier Couécou, ancien directeur sportif des Girondins de Bordeaux ;
- Bruno Sulak, dit "l'Arsène Lupin des bijouteries", en février-mars 1984) Durant son incarcération, l'un de ses amis, Radisa Jovanovic (dit "Steve") tente de le faire évader, mais il est abattu par la police à l'aéroport de Mérignac alors qu'il s'apprête à louer un hélicoptère[17].
- Christophe Khatchadourian écroué le 3 décembre 1997 a  été condamné le 22 juin 2001 a la réclusion criminelle a perpétuité assortie d'une peine de sûreté de vingt ans  pour avoir le 27 novembre 1997 commis le meurtre de Cynthia C a Cenon et la tentative de meurtre de Sophie P a Audenge
- André Ségura (braqueur de banques et spécialiste de l'évasion), jusqu'à son transfert en 1997 ;
- Maurice Papon, détenu à Gradignan du 7 au 10 octobre 1997, lors des premiers jours de son procès pour complicité de crimes contre l'humanité[18] ;
- Thierry Tilly, un "gourou" ayant manipulé onze membres d'une famille d'aristocrates entre 2000 et 2009. Affaire connue sous le nom des "Reclus de Monflanquin".
- Patrice de Maistre, incarcéré en 2012, ancien gestionnaire de fortune et homme de confiance de la milliardaire Liliane Bettencourt.
- Pierre Palmade, humoriste, incarcéré le 9 décembre 2024 après avoir été condamné à deux ans de prison ferme pour  le grave accident de la route qu'il a provoqué en conduisant sous l’empire de produits stupéfiants[19].
- Les rugbymen Denis Coulson, Loïck Jammes et Rory Grice, écroués le 13 décembre 2024 à la suite de leur condamnation pour le viol d'une étudiante dans un hôtel de Mérignac en 2017.

## Évasions
- François Besse s'évade par deux fois (en 1971 et 1973) de la maison d'arrêt de Gradignan. Il écrira plus tard avoir bénéficié "des complicités tant intérieures qu'extérieures"[20].